# Magnesioferrit
Magnesioferrit (auch Magnoferrit oder Magneferrit) ist ein selten vorkommendes Mineral aus der Gruppe der Spinelle innerhalb der Mineralklasse der „Oxide und Hydroxide“ mit der Endgliedzusammensetzung MgFe23+O4 und ist damit chemisch gesehen ein Magnesium-Eisen-Oxid.
Magnesioferrit kristallisiert im kubischen Kristallsystem, entwickelt aber nur selten gut ausgebildete, oktaedrische Kristalle und Kontaktzwillinge nach dem Spinellgesetz bis etwa 5 mm Größe. Meist findet er sich in Form körniger bis massiger Mineral-Aggregate von bräunlichschwarzer bis schwarzer Farbe und einem metallischen Glanz auf den Oberflächen. Das Mineral ist im Allgemeinen undurchsichtig (opak), kann aber in dünnen Splittern durchscheinend sein.
Magnesioferrit bildet eine Mischreihe mit Magnetit.

## Etymologie und Geschichte
Entdeckt wurde Magnesioferrit erstmals in den Vulkan-Laven am Vesuv in der italienischen Provinz Neapel. Die Erstbeschreibung erfolgte 1859 durch Karl Friedrich Rammelsberg, der das Mineral nach seinen Hauptkomponenten Magnesium und Eisen (lateinisch ferrum) benannte.
Typmaterial für Magnesioferrit ist nicht definiert.

## Klassifikation
Die strukturelle Klassifikation der International Mineralogical Association (IMA) zählt den Magnesioferrit zur Spinell-Supergruppe, wo er zusammen mit Chromit, Cochromit, Coulsonit, Cuprospinell, Dellagiustait, Deltalumit, Franklinit, Gahnit, Galaxit, Guit, Hausmannit, Hercynit, Hetaerolith, Jakobsit, Maghemit, Magnesiochromit, Magnesiocoulsonit, Magnetit, Manganochromit, Spinell, Thermaerogenit, Titanomaghemit, Trevorit, Vuorelainenit und Zincochromit die Spinell-Untergruppe innerhalb der Oxispinelle bildet. Ebenfalls in diese Gruppe gehören die nach 2018 beschriebenen Oxispinelle Chihmingit und Chukochenit sowie der Nichromit, dessen Name von der CNMNC der IMA noch nicht anerkannt worden ist.
Bereits in der veralteten, aber noch gebräuchlichen 8. Auflage der Mineralsystematik nach Strunz gehörte der Magnesioferrit zur Mineralklasse der „Oxide und Hydroxide“ und dort zur Abteilung der „Verbindungen mit M3O4- und verwandte Verbindungen“, wo er zusammen mit Franklinit, Jakobsit, Magnetit und Trevorit die Gruppe der „Eisen(III)-Spinelle“ mit der System-Nr. IV/B.01b bildete.
Im zuletzt 2018 überarbeiteten und aktualisierten Lapis-Mineralienverzeichnis nach Stefan Weiß, das sich aus Rücksicht auf private Sammler und institutionelle Sammlungen noch nach dieser klassischen Systematik von Karl Hugo Strunz richtet, erhielt das Mineral die System- und Mineral-Nr. IV/B.02-10. In der „Lapis-Systematik“ entspricht dies ebenfalls der Abteilung „Oxide mit Verhältnis Metall zu Sauerstoff = 3 : 4 (Spinelltyp M3O4 und verwandte Verbindungen)“, wo Magnesioferrit zusammen mit Cuprospinell, Franklinit, Jakobsit, Magnetit und Trevorit die Gruppe der „Ferrit-Spinelle“ bildet.
Auch die seit 2001 gültige und von der IMA bis 2009 aktualisierte 9. Auflage der Strunz’schen Mineralsystematik ordnet den Magnesioferrit in die Abteilung der Oxide mit Stoffmengenverhältnis „Metall : Sauerstoff = 3 : 4 und vergleichbare“ ein. Diese ist weiter unterteilt nach der relativen Größe der beteiligten Kationen, sodass das Mineral entsprechend seiner Zusammensetzung in der Unterabteilung „Mit ausschließlich mittelgroßen Kationen“ zu finden ist, wo es zusammen mit Brunogeierit, Chromit, Cochromit, Coulsonit, Cuprospinell, Filipstadit, Franklinit, Gahnit, Galaxit, Hercynit, Jakobsit, Magnesiochromit, Magnesiocoulsonit, Magnetit, Manganochromit, Nichromit (N), Qandilit, Spinell, Trevorit, Ulvöspinell, Vuorelainenit und Zincochromit die „Spinellgruppe“ mit der System-Nr. 4.BB.05 bildet.
Die vorwiegend im englischen Sprachraum gebräuchliche Systematik der Minerale nach Dana ordnet den Magnesioferrit ebenfalls in die Klasse der „Oxide und Hydroxide“ und dort in die Abteilung „Mehrfache Oxide“ ein. Hier ist er zusammen mit Brunogeierit, Cuprospinell, Franklinit, Jakobsit, Magnetit und Trevorit in der „Eisen-Untergruppe“ mit der System-Nr. 07.02.02 innerhalb der Unterabteilung „Mehrfache Oxide (A+B2+)2X4, Spinellgruppe“ zu finden.

## Kristallstruktur
Magnesioferrit kristallisiert kubisch in der Raumgruppe Fd3m (Raumgruppen-Nr. 227) mit dem Gitterparameter a = 8,38 Å sowie acht Formeleinheiten pro Elementarzelle.

## Bildung und Fundorte

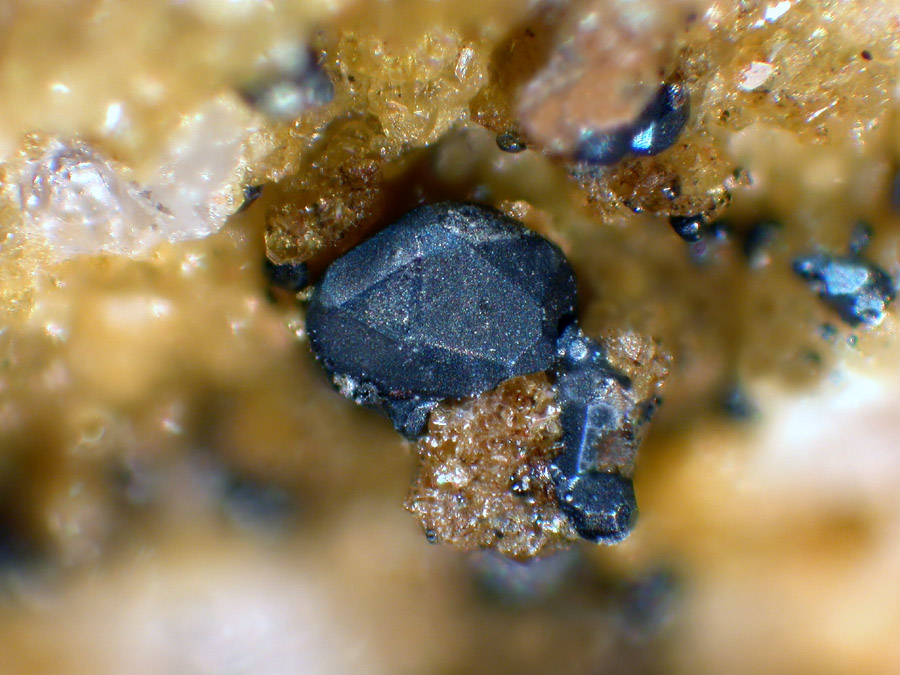
Magnesioferritkristalle aus Ochtendung in der Eifel in sehr seltener hexakisoktaedrischer Ausbildung

Meist bildet sich Magnesioferrit an Fumarolen oder metamorph bei Abbränden von Mergel und Kohlehalden. Als akzessorischer Bestandteil einiger Kimberlite, Carbonatite und alkalischen Gabbros ist er ebenfalls zu finden. Begleitminerale sind unter anderem Hämatit, mit dem Magnesioferrit regelmäßig verwachsen auftritt, sowie Titanomagnetit und eisenhaltige Diopside.
Als eher seltene Mineralbildung kann Magnesioferrit an verschiedenen Fundorten zum Teil zwar reichlich vorhanden sein, insgesamt ist er aber wenig verbreitet. Bisher sind rund 100 Fundorte für Magnesioferrit dokumentiert (Stand 2018). Neben seiner Typlokalität Vesuv trat Magnesioferrit in Italien noch im nahe gelegenen Steinbruch Villa Inglese bei Torre del Greco und bei Sant’Anastasia am Monte Somma in Kampanien, bei Colle Cimino nahe Marino und Corcolle nahe Tivoli in Latium, in verschiedenen vulkanischen Gesteinen vom Ätna und Stromboli auf Sizilien sowie im Steinbruch Vispi bei San Venanzo und in den Subvulkanischen Gesteinen bei Colle Fabbri nahe Spoleto in Umbrien auf.
In Deutschland wurde Magnesioferrit unter anderem in den Steinbrüchen Orberg nahe Schelingen und Badloch am Badberg bei Vogtsburg im Kaiserstuhl mit sövitischen Carbonatiten in Baden-Württemberg; am Basaltkegel Parkstein in Bayern; an verschiedenen Orten im Landkreis Mayen-Koblenz (Wingertsberg, Ettringer Bellerberg, Nickenich, Wannenköpfe) und in der Vulkaneifel (Emmelberg, Feuerberg, Rother Kopf) in Rheinland-Pfalz und auf der Absetzerhalde des Tagebaus Lichtenberg bei Ronneburg in Thüringen gefunden. Daneben konnte Magnesioferrit noch als Bestandteil des Meteoriten Kiel nachgewiesen werden, ein L6-Chondrit, der 1962 nahe der gleichnamigen Stadt in Schleswig-Holstein niederging.
In Österreich konnte das Mineral bisher nur im Bezirk Spittal an der Drau nahe dem Millstätter See in Kärnten; in den Basalt-Steinbrüchen am Stradner Kogel und bei Klöch sowie in Gesteinsproben entdeckt werden, die beim Bau des Kirchdorftunnels nahe Kirchdorf (Gemeinde Pernegg an der Mur) in der Steiermark anfielen. Daneben fand es sich noch in der Tiroler Gemeinde Prägraten am Großvenediger.
Reichliche Funde von Magnesioferrit kennt man auch vom Ilimpeja in der russischen Region Mittelsibirien.
Weitere Fundorte liegen unter anderem in China, der israelischen Wüste Negev, Kanada, Polen, Tschechien und den USA.